# Арбуэс, Патрисия
Патри́сия Арбуэ́с Эспино́са (исп. Patricia Arbues Espinosa; род. 2 марта 1993, Хака, Арагон, Испания) — испанская кёрлингистка.
В составе женской команды Испании участница зимней Универсиады 2015.

## Команды
| Сезон                                               | Четвёртый               | Третий                  | Второй                  | Первый                  | Запасной                                             | Турниры              |
| --------------------------------------------------- | ----------------------- | ----------------------- | ----------------------- | ----------------------- | ---------------------------------------------------- | -------------------- |
| 2010—11                                             | Иранцу Гарсиа Вес       | Irene Santiago Calvillo | Elena Altuna            | Iera Irazusta Manterola | Патрисия Арбуэс Эспиноса тренер: Sorkunde Vez Bilbao | ПЕЮ 2011 (5 место)   |
| 2011—12                                             | Иранцу Гарсиа Вес       | Iera Irazusta Manterola | Irene Santiago Calvillo | Elena Altuna            | Патрисия Арбуэс Эспиноса тренер: Melanie Robillard   | ПЕЮ 2012 (7 место)   |
| 2013—14                                             | Iera Irazusta Manterola | Lydia Vallés Rodriguez  | Maria Iruela Sanz       | Aroa Amilibia González  | Патрисия Арбуэс Эспиноса тренер: Melanie Robillard   | ПЕЮ 2014 (9 место)   |
| 2015                                                | Патрисия Арбуэс         | Алисия Мунте            | Ане Куадрадо            | София Фернандес         | Макарена Гарсия дель Валле тренер: Romano Ruch       | ЗУ 2015 (10 место)   |
| 2017—18                                             | Патрисия Арбуэс         | Patricia Anguiano       | Paula Tamayo            | Carlota Álvarez         | Laura Valiente                                       | ЧИЖ 2018 (10 место)  |
| Кёрлинг среди смешанных команд (mixed curling)      |                         |                         |                         |                         |                                                      |                      |
| 2016                                                | Lucas Munuera           | Elsa Fumanal            | Rodrigo García          | Патрисия Арбуэс         |                                                      | ЧИСК 2016 (11 место) |
| Кёрлинг среди смешанных пар (mixed doubles curling) |                         |                         |                         |                         |                                                      |                      |
| 2016                                                | Патрисия Арбуэс         | Lucas Munuera           |                         |                         |                                                      | ЧИСП 2016 (17 место) |

(скипы выделены полужирным шрифтом)

## Частная жизнь
Окончила Университет Сарагосы.